# Лихорадов, Анатолий Петрович
Анатолий Петрович Лихорадов (29 апреля 1926, Екатеринослав — 18 декабря 2016, Москва) — советский государственный деятель, металлург, организатор и руководитель чёрной металлургии Украинской ССР и СССР, директор Днепропетровского металлургического завода имени Петровского, директор Новолипецкого металлургического комбината.

## Биография
Трудовую деятельность начал в 1942 году слесарем Магнитогорского металлургического комбината.
В 1948 году окончил Днепропетровский металлургический институт.
В 1948—1955 годах — на инженерно-технической работе на Днепропетровском металлургическом заводе имени Петровского.
В 1955—1958 годах — начальник сортопрокатного цеха, начальник цеха блюминга Криворожского металлургического завода имени Ленина. В 1958—1962 годах — главный технолог — заместитель главного инженера «Криворожстали».
В 1963—1967 годах — директор Днепропетровского металлургического завода им. Петровского (ДМЗ).
В 1967—1970 годах — директор Новолипецкого металлургического завода (НЛМК).
В 1970—1978 годах — заместитель министра чёрной металлургии СССР.
В 1978—1991 годах — начальник отдела металлургии и геологии Совета министров СССР.
С 1991 года — руководитель представительства Новолипецкого металлургический комбината в Москве.
С 1999 года на пенсии. Умер в городе Москве 18 декабря 2016 года.

## Награды
- дважды Орден Ленина;
- дважды Орден Трудового Красного Знамени;
- Орден «Знак Почёта»;
- орден Дружбы народов;
- лауреат Государственной премии УССР в области науки и техники;
- лауреат Государственной премии СССР в области науки и техники;
- медали.